# Fort Dodge
Fort Dodge est une ville américaine, siège du comté de Webster, au centre de l'Iowa, sur les rives de la rivière Des Moines. La population de la ville était, en 2010, de 25 206 habitants.

## Histoire et toponymie
A l'origine la ville devait s'appeler Buffalo City. Cependant une ville portait déjà ce nom dans le Kansas et est refusé.
Le nom choisi provient en définitive d'un fort construit en 1850 par l'armée américaine sur la rive nord de la rivière Arkansas. Ce fort, nommé en hommage à Henry Dodge, sénateur du Wisconsin, fut abandonné dès 1853 et le terrain et les bâtiments furent rachetés par un civil. La ville est incorporée en 1869.